# Jole Silvani
Jole Silvani, pseudonimo di Niobe Quaiatti (Quajatti) (Trieste, 9 dicembre 1910 – Trieste, 31 ottobre 1994), è stata un'attrice italiana.

## Biografia
Figlia di un operaio linotipista del quotidiano triestino Il Piccolo, debutta diciottenne in teatro, in una compagnia di varietà dialettale, la "Triestinissima", raggiungendo in poco tempo un grande successo presso il pubblico cittadino. Il capocomico della compagnia è Angelo Cecchelin, considerato il più grande comico triestino. Nel lavoro la Silvani rimarrà legata a Cecchelin fino al ritiro dalle scene dello stesso, avvenuto alla fine degli anni cinquanta. 

### Il teatro
La "Triestinissima", oltre a fare tournée nelle zone limitrofe alla città, (Pola, Fiume, Zara), riuscirà ad esportare il teatro dialettale in tutta Italia, spingendosi addirittura sino in Sicilia. L'attività della compagnia fu così prolifica che la stessa Silvani era solita ricordare che in sedici anni di attività ebbe modo di usufruire di soli 38 giorni di riposo. Avrà modo di recitare anche davanti ai microfoni della radio EIAR dalla metà degli anni trenta. Alla fine degli anni cinquanta entra a far parte della compagnia di Paolo Poli con cui rimarrà per 14 stagioni, lavorando successivamente anche con Franco Enriquez.

### Il cinema
Tipica attrice caratterista, debutta davanti alla cinepresa diretta da Aldo Fabrizi ne La famiglia Passaguai (1951), e successivamente viene scritturata per recitare con Federico Fellini, Mario Monicelli, Franco Zeffirelli, Paolo Villaggio e tanti altri. La sua filmografia si compone di poco più di una ventina di film, distribuiti in un arco temporale di quasi quarant'anni: è chiaro che per la Silvani il cinema rimase sempre un'attività marginale.
Jole Silvani è morta a Trieste nell'ottobre 1994, a 83 anni.

## Vita privata
Jole Silvani fu per anni compagna di Angelo Cecchelin, cui rimase legata sino al 1964, anno della morte di lui. Dalla loro unione nacque un figlio, Guido.

## Filmografia
- La bellezza del diavolo (La Beauté du diable), regia di René Clair (1950)
- La famiglia Passaguai, regia di Aldo Fabrizi (1951)
- Lo sceicco bianco, regia di Federico Fellini (1952)
- Me li mangio vivi! (Le boulanger de Valorgue), regia di Henri Verneuil (1952)
- I pappagalli, regia di Bruno Paolinelli (1955)
- Quella piccola differenza, regia di Duccio Tessari (1970)
- Bubù, regia di Mauro Bolognini (1971)
- Nipoti miei diletti, regia di Franco Rossetti (1974)
- Flavia, la monaca musulmana, regia di Gianfranco Mingozzi (1974)
- Movie Rush, regia di Ottavio Fabbri (1976)
- Il genio (Le grand escogriffe), regia di Claude Pinoteau (1976)
- Un cuore semplice, regia di Giorgio Ferrara 1976)
- La luna, regia di Bernardo Bertolucci (1979)
- La città delle donne, regia di Federico Fellini (1980)
- Fracchia la belva umana, regia di Neri Parenti (1981)
- La traviata, regia di Franco Zeffirelli (1983)
- Il rubacuori, regia di Claude Gion (1983)
- Bertoldo, Bertoldino e Cacasenno, regia di Mario Monicelli (1984)
- Non ci resta che piangere, regia di Roberto Benigni e Massimo Troisi (1984)
- Sotto.. sotto.. strapazzato da anomala passione, regia di Lina Wertmüller (1984)
- Anche lei fumava il sigaro, regia di Alessandro Di Robilant (1986)
- Minaccia d'amore, regia di Ruggero Deodato (1988)

## Teatro

### Prosa teatrale
- Il mondo d'acqua di Aldo Nicolaj, regia di Paolo Poli (1965)

## Prosa televisiva
- Non ti conosco più, di Aldo De Benedetti, regia di Davide Montemurri, trasmessa il 16 marzo 1969.